# Tati Gabrielle
Tatiana Gabrielle Hobson (San Francisco, California; 25 de enero de 1996), conocida profesionalmente como Tati Gabrielle, es una actriz estadounidense, principalmente conocida por sus papeles como Gaia en la serie de televisión de ciencia ficción The 100  de The CW, Prudence Blackwood en la serie original de Netflix Chilling Adventures of Sabrina y por proporcionar la voz de Willow Park en la serie aclamada por la crítica The Owl House.

## Primeros años y estudios
Tatiana Gabrielle Hobson nació el 25 de enero de 1996 en San Francisco, California, y fue criada por su madre coreano-estadounidense. A la edad de tres años, Hobson comenzó a modelar y, a los cinco, se convirtió en la cara de los grandes almacenes Macy's y Nordstrom. En la escuela secundaria, Gabrielle fue aceptada en el programa de teatro de Oakland School for the Arts (OSA). Durante su estancia allí, Gabrielle actuó en varias producciones y luego recibió diversos premios por varios festivales de teatro, incluido de Festival Edinburgh Fringe en Escocia. Después de la secundaria, Tati se mudó a Atlanta, Georgia, donde asistió a la universidad Spelman College, donde se especializó en Drama y Francés.

## Carrera profesional
Como Tatiana Hobson, el primer crédito de Gabrielle es por su papel de Keating en el cortometraje de 2014 To Stay the Sword. En 2015, Gabrielle se mudó a Los Ángeles. Protagonizó el cortometraje Tatterdemalion del 2015 y la película para televisión Just Jenna del 2016 como Monique.
Su primer crédito bajo el nombre artístico de Tati Gabrielle llegó en 2016 por su papel de invitada como Wackie Jackie en el episodio «Tightrope of Doom» de la serie de comedia de Disney Channel K.C. Undercover. Más tarde ese año, Gabrielle también formó parte del elenco de la serie de Nickelodeon The Thundermans  en el episodio «Stealing Home» como Hacksaw.
En 2017, Gabrielle consiguió su primer papel recurrente como Gaia en el drama apocalíptico de The CW The 100. Ese mismo año, apareció en un episodio titulado "Bob" de la serie de antología producida por Hulu Dimension 404, donde interpretó a la hermana de Amanda. Gabrielle también prestó su voz a Addie en la película de 2017 The Emoji Movie, su primer papel importante en una película, y reapareció en la segunda temporada de Freakish de Hulu como Birdie y en la serie animada de TBS Tarantula.
En marzo de 2018, Gabrielle fue elegida como una serie regular en el papel de Prudence en la serie original de Netflix, Chilling Adventures of Sabrina, basada en la serie de cómics homónima. En marzo de 2020, Gabrielle fue elegida para un papel importante en la  película Uncharted, cuyo elenco también incluye a Tom Holland y Mark Wahlberg. Ese mismo año, Gabrielle fue elegida para un papel principal en la tercera temporada de la serie del género suspenso psicológico de Netflix You.

## Filmografía
| Año       | Título                         | Papel                          | Notas                                                            |
| --------- | ------------------------------ | ------------------------------ | ---------------------------------------------------------------- |
| 2014      | To Stay the Sword              | Keating                        | Cortometraje; acreditada como Tatiana Hobson                     |
| 2015      | Tatterdemalion                 |                                | Cortometraje; acreditada como Tatiana Hobson                     |
| 2016      | Just Jenna                     | Monique                        | Película de televisión; acreditada como Tatiana Hobson           |
| 2016      | K.C. Undercover                | Wackie Jackie                  | Episodio: «Tightrope of Doom»                                    |
| 2016      | The Thundermans                | Hacksaw                        | Episodio: «Stealing Home»                                        |
| 2017-2020 | Los 100                        | Gaia                           | Papel recurrente, 23 episodios (temporada 4-7)                   |
| 2017      | Dimensión 404                  | Hermana de Amanda (sin nombre) | Episodio: «Bob»                                                  |
| 2017      | Emoji: La película             | Addie (voz)                    | Película                                                         |
| 2017      | Freakish                       | Pajarito                       | 4 episodios                                                      |
| 2017      | Tarántula                      | Voz                            | 4 episodios                                                      |
| 2018-2020 | Chilling Adventures of Sabrina | Prudence Blackwood             | Reparto principal, serie de TV Netflix                           |
| 2020-2023 | The Owl House                  | Willow Park (voz)              | Papel recurrente (temporada 1) Personaje principal (temporada 2) |
| 2021-2023 | You                            | Marienne Bellamy               | Papel principal (temporada 3-4), serie de TV Netflix             |
| 2022      | Uncharted                      | Jo Braddock                    | Papel principal, Película                                        |
| 2023      | Kaleidoscope                   | Hannah Kim                     | Papel principal, miniserie de TV Netflix (8 episodios)           |
| 2025      | The Last of Us                 | Nora                           | Serie de HBO                                                     |
| 2025      | Mortal Kombat 2                | Jade                           | Película                                                         |